# Gouvernement Carton de Wiart
Royaume de Belgique
Delacroix II Theunis I
Le gouvernement Carton de Wiart est un gouvernement catholique-libéral-socialiste qui gouverna la Belgique du 20 novembre 1920 jusqu'au 20 novembre 1921.   
Henry Carton de Wiart est choisi en remplacement de l'impopulaire Léon Delacroix par Albert Ier en raison de son importance au sein de l'aile conservatrice du Parti catholique. Les catholiques flamingants n'acceptent cependant de le soutenir qu'à condition d'assurer le vote au Sénat de la loi sur l'usage du néerlandais dans l'administration, de s'attaquer à la flamandisation de l'Université de Gand et d'avoir des ministres flamingants au sein du gouvernement.    
Le gouvernement doit faire face à une dépression de l'économie mondiale amenant à une baisse de la production et une augmentation du chômage, amenant l'État à soutenir financièrement les caisses syndicales. Il supprime également l'article 310, qui interdisait les coalitions, mettant par conséquent en place le droit de grève. Sous pression des syndicats catholiques, le gouvernement met cependant en place la "liberté de travail" qui pénalise les actes de violence envers les travailleurs refusant de travailler. Une seconde loi garantit la liberté syndicale.    
Une loi sur la journée de huit heures est votée non sans tensions entre la Chambre et le Sénat, ces tensions entraînant la possibilité d'obtenir des dérogations à la loi de la part du gouvernement, notamment dans des cas d'"urgence économique".    
La loi sur l'usage du néerlandais dans l'administration est entièrement revue par le Sénat, permettant dorénavant aux communes de choisir la langue administrative qu'elles souhaitent. Il s'agit d'une défaite pour les flamingants qui se distancient en réaction du reste du Parti catholique.    
Le 25 juillet 1921, le gouvernement conclut l'Union économique belgo-luxembourgeoise, une union douanière avec le Grand-Duché de Luxembourg.     
Sous pression des socialistes, le Sénat est réformé : la limite d'âge des électeurs est ramenée à 21 ans, le cens d'éligibilité est supprimé, le mandat passe de 8 à 4 ans et les sénateurs sont rémunérés.     
La participation du ministre socialiste Édouard Anseele à une manifestation antimilitariste le 16 octobre 1921 entraîne la colère d'Albert Devèze, ministre libéral de la Défense. Ce dernier est soutenu par le Premier ministre. Les socialistes quittent alors le gouvernement et partent en campagne électorale, ce qui met fin à l'union sacrée de l'après-guerre.

## Composition
| Ministère                                                   | Nom                   | Parti            |
| ----------------------------------------------------------- | --------------------- | ---------------- |
| Premier et ministre de l'intérieur                          | Henry Carton de Wiart | Parti catholique |
| Ministre des affaires étrangères                            | Henri Jaspar          | Parti catholique |
| Ministre des arts et des sciences                           | Jules Destrée         | POB              |
| Ministre de justice                                         | Émile Vandervelde     | POB              |
| Ministre des finances                                       | Georges Theunis       | Parti catholique |
| Ministre de l’agriculture                                   | Albéric Ruzette       | Parti catholique |
| Ministre de l'industrie, du travail et du ravitaillement    | Joseph Wauters        | POB              |
| Ministre des travaux publics                                | Édouard Anseele       | POB              |
| Ministre des chemins de fer, des postes et de la télégraphe | Xavier Neujean        | Parti libéral    |
| Ministre de la défense nationale                            | Albert Devèze         | Parti libéral    |
| Ministre des colonies                                       | Louis Franck          | Parti libéral    |
| Ministre des affaires économiques                           | Aloys Van de Vyvere   | Parti catholique |

## Remaniements
- 24 octobre 1921
  - Jules Destrée (POB) démissionne comme ministre des arts et des sciences  et est remplacé ad interim par Xavier Neujean (libéraux), ministre des chemins de fer, des postes et de la télégraphie
  - Émile Vandervelde (POB) démissionne comme ministre de la justice et est remplacé  ad interim par Aloys Van de Vyvere (Parti catholique)
  - Joseph Wauters (POB) démissionne comme ministre du travail, de l'industrie et du ravitaillement et est remplacé par Ernest Mahaim (libéraux)
  - Édouard Anseele POB démissionne comme ministre des travaux publics et est remplacé ad interim par Albéric Ruzette (Parti catholique).